# Lijst van onroerend erfgoed in Voormezele
Een overzicht van het onroerend erfgoed in de deelgemeente Voormezele in de gemeente Ieper. Het onroerend erfgoed maakt deel uit van het cultureel erfgoed in België.
| Object                               | Erfgoedstatus? | Bouwjaar of architect | Deelgemeente | Adres                 | Coördinaten                   | Nummer? | Afbeelding                           |
| ------------------------------------ | -------------- | --------------------- | ------------ | --------------------- | ----------------------------- | ------- | ------------------------------------ |
| Wederopbouwhoeve                     |                |                       | Voormezele   | Bernikkewallestraat 3 | 50° 48' 54" NB, 2° 54' 12" OL | 30848   | Wederopbouwhoeve                     |
| Hoeve met losse bestanddelen         |                |                       | Voormezele   | Kemmelseweg 41        | 50° 49' 22" NB, 2° 52' 10" OL | 30849   | Hoeve met losse bestanddelen         |
| Hoeve                                |                |                       | Voormezele   | Kemmelseweg 35        | 50° 49' 29" NB, 2° 52' 11" OL | 30850   | Hoeve                                |
| Hoeve                                |                |                       | Voormezele   | Kemmelseweg 65        | 50° 48' 9" NB, 2° 51' 16" OL  | 30851   | Hoeve                                |
| Hoeve West-Bellegoed                 |                |                       | Voormezele   | Kemmelseweg 66        | 50° 49' 40" NB, 2° 52' 19" OL | 30852   | Hoeve West-Bellegoed                 |
| Hoeve Surmonthof                     |                |                       | Voormezele   | Kemmelseweg 68        | 50° 49' 35" NB, 2° 52' 2" OL  | 30853   | Hoeve Surmonthof                     |
| Kasteel Elzenwalle                   |                |                       | Voormezele   | Kemmelseweg 72        | 50° 49' 0" NB, 2° 51' 40" OL  | 30855   | Kasteel Elzenwalle                   |
| Herberg De Laatste Stuiver           |                |                       | Voormezele   | Rijselseweg 156       | 50° 49' 31" NB, 2° 53' 15" OL | 30856   | Herberg De Laatste Stuiver           |
| Wederopbouwhoeve                     |                |                       | Voormezele   | Kemmelseweg 76        | 50° 48' 37" NB, 2° 51' 32" OL | 30857   | Wederopbouwhoeve                     |
| Parochiekerk Onze-Lieve-Vrouw        |                |                       | Voormezele   | Voormezele-Dorp       | 50° 49' 1" NB, 2° 52' 34" OL  | 30858   | Parochiekerk Onze-Lieve-Vrouw        |
| Pastorie                             |                |                       | Voormezele   | Voormezele-Dorp 27    | 50° 49' 5" NB, 2° 52' 27" OL  | 30859   | Pastorie                             |
| Brouwerijcomplex                     |                |                       | Voormezele   | Voormezele-Dorp 52    | 50° 49' 2" NB, 2° 52' 27" OL  | 30860   | Brouwerijcomplex                     |
| Herberg 't Schuttershof              |                |                       | Voormezele   | Voormezele-Dorp 54    | 50° 49' 3" NB, 2° 52' 27" OL  | 30861   | Herberg 't Schuttershof              |
| Hoeve                                |                |                       | Voormezele   | Wijtschatestraat 27   | 50° 48' 46" NB, 2° 52' 31" OL | 30862   | Hoeve                                |
| Hoeve met losse bestanddelen         |                |                       | Voormezele   | Wijtschatestraat 29   | 50° 48' 28" NB, 2° 52' 27" OL | 30863   | Hoeve met losse bestanddelen         |
| Oak Dump Cemetery                    | Monument       |                       | Voormezele   | Bernikkewallestraat   | 50° 48' 50" NB, 2° 54' 35" OL | 201146  | Oak Dump Cemetery                    |
| Bus House Cemetery                   | Monument       |                       | Voormezele   | Sint-Elooisweg        | 50° 48' 47" NB, 2° 53' 13" OL | 201147  | Bus House Cemetery                   |
| Voormezeele Enclosures No 1 and No 2 | Monument       |                       | Voormezele   | Voormezele-Dorp       | 50° 49' 3" NB, 2° 52' 25" OL  | 201148  | Voormezeele Enclosures No 1 and No 2 |
| Voormezeele Enclosure No 3           | Monument       |                       | Voormezele   | Ruuschaartstraat      | 50° 49' 7" NB, 2° 52' 24" OL  | 201149  | Voormezeele Enclosure No 3           |
| Elzenwalle Brasserie Cemetery        | Monument       |                       | Voormezele   | Kemmelseweg           | 50° 48' 39" NB, 2° 51' 34" OL | 201150  | Elzenwalle Brasserie Cemetery        |
| Ridge Wood Cemetery                  | Monument       |                       | Voormezele   | Kriekstraat           | 50° 48' 40" NB, 2° 51' 1" OL  | 201151  | Ridge Wood Cemetery                  |
| Demarcatiepaal 16                    | Monument       |                       | Voormezele   | Ruuschaartstraat      |                               | 201152  | Demarcatiepaal 16                    |
| Demarcatiepaal 17                    | Monument       |                       | Voormezele   | Rijselseweg           |                               | 201153  | Demarcatiepaal 17                    |
| 2 schuilplaatsen                     | Monument       |                       | Voormezele   | Pannenhuisstraat      |                               | 213395  | 2 schuilplaatsen                     |
| Britse mitrailleurspost              | Monument       |                       | Voormezele   | Rijselseweg           |                               | 213396  | Britse mitrailleurspost              |
| Britse betonconstructie              |                |                       | Voormezele   | Wittenhuisstraat 3    |                               | 213397  | Britse betonconstructie              |
| Schuilplaatsen                       |                |                       | Voormezele   | Abdijmolenstraat      |                               | 213526  | Schuilplaatsen                       |
| Britse bunker 'Iron Bridge'          |                |                       | Voormezele   | Kalleputstraat        |                               | 217036  | Britse bunker 'Iron Bridge'          |
| Britse schuilplaats 'Lock 8'         |                |                       | Voormezele   | Bijlanderpad          |                               | 217039  | Upload foto                          |